# Minicoy (miasto)
Minicoy – miasto w Indiach, na atolu Minicoy (terytorium związkowe Lakszadiwy). Według danych szacunkowych na rok 2008 liczy 10 284 mieszkańców.